# 에릭 F. 위샤우스
에릭 프랜시스 위샤우스(영어: Eric Francis Wieschaus, 1947년 6월 8일 ~ )는 미국의 진화발생생물학자이다. 1995년에 초기 배아 분화를 조절하는 유전자 무리인 호메오박스를 발견한 공로로 에드워드 B. 루이스, 크리스티아네 뉘슬라인폴하르트와 함께 노벨 생리학·의학상을 수상했다.

## 수상 경력
- 1995년 : 미국 유전학회 메달[1]
- 1995년 : 노벨 생리학·의학상

## 참고 문헌
- Gruenbaum, J (1996), “[Nobel prize winners in medicine--1995]”, 《Harefuah》 (1996년 6월 2일) 130 (11), 746–8쪽, PMID 8794677
- Blum, H E (1995), “[The 1995 Nobel Prize for medicine]”, 《Dtsch. Med. Wochenschr.》 (1995년 12월 22일) 120 (51–52), 1797–800쪽, doi:10.1055/s-0029-1234219, PMID 8549267
- Molven, A (1995), “[1995 Nobel Prize in physiology and medicine. The mystery of fetal development]”, 《Tidsskr. Nor. Laegeforen.》 (1995년 12월 10일) 115 (30), 3712–3쪽, PMID 8539733
- Connor, S (1995), “Nobel prize given for work on fruit flies”, 《BMJ》 (1995년 10월 21일) 311 (7012), 1044쪽, doi:10.1136/bmj.311.7012.1044, PMC 2551360, PMID 7580653
- Cohen, B (1995), “Nobel committee rewards pioneers of development studies in fruitflies”, 《Nature》 (1995년 10월 12일) 377 (6549), 465쪽, doi:10.1038/377465a0, PMID 7566128